# Rattanakosin (periode)

Vaandel gevoerd door Rama I

Rattanakosin is de naam die de Thais geven aan de periode waarin koningen Thailand regeerden vanuit het eiland Rattanakosin in Bangkok. In 1782 verplaatste Rama I, de eerste koning van de Chakri-dynastie, de hoofdstad van Thonburi van de westkant van de rivier de Menam naar de oostkant, om zo minder kwetsbaar te zijn in het geval van een nieuwe invasie vanuit Birma. Vijftien jaar eerder was Ayutthaya vernietigd door de Birmezen: het land Siam geregeerd vanuit Bangkok was een meer dynamische opvolger van het koninkrijk Ayutthaya.

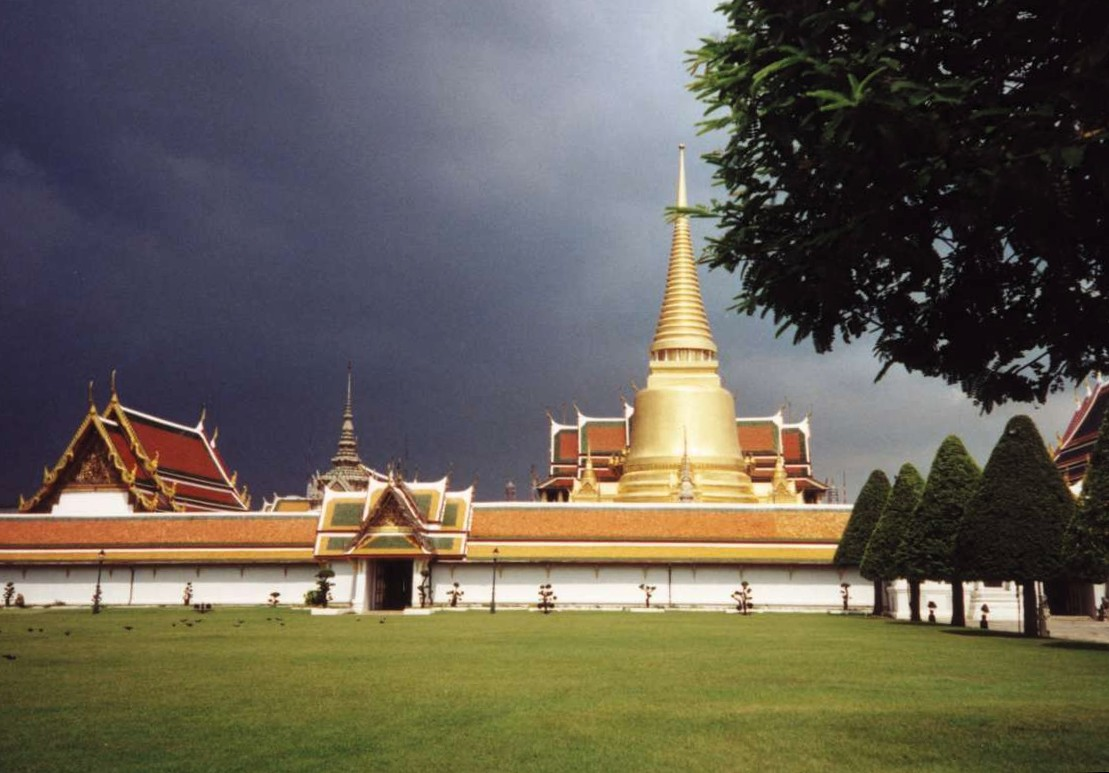
De koninklijke tempel Wat Phra Kaew op Rattanakosin (eiland) in Bangkok

Men beschouwt deze periode als beëindigd in 1932, toen een militaire staatsgreep een einde maakte aan de absolute monarchie.
Naar aanleiding van de verhuizing van de hoofdstad naar Rattanakosin begon men met een nieuwe jaartelling, de Rattanakosin Sakarat.

## Rama I (1782-1809)
Koning Rama I herstelde veel van het sociale en politieke systeem van het koninkrijk Ayutthaya, vaardigde nieuwe wetten uit, herstelde hofceremonies en legde discipline op aan de Boeddhistische monnikenorders. Zijn regering bestond uit zes grote ministeries met aan het hoofd elk een koninklijke prins. Vier van deze bestuurden een deel van het territorium van de staat: de Kalahom het zuiden; de Mahatthai het noorden en oosten; de Phrakhlang het gebied direct ten zuiden van de hoofdstad; en de Krommueang het gebied rond Bangkok. De andere twee waren het ministerie van Landbouw (Krom Na) en het ministerie van het koninklijk paleis (Krom Wang). Het leger werd geleid door de Uparat, de broer en plaatsvervanger van de koning.
In 1785 vielen de Birmezen Siam weer binnen, omdat ze in de chaos die was ontstaan na de omverwerping van koning Taksin hun kans roken. Rama moest toestaan dat de Birmezen het noorden en het zuiden bezetten, maar de uparat leidde het Siamese leger naar de klassieke invasieroute over de Drie pagoden pas en versloeg de Birmezen in een veldslag bij Kanchanaburi. Dit was de laatste grote Birmese invasie van Siam, hoewel nog in 1802 Birmese troepen verdreven moesten worden uit Lanna in het noorden.
In 1792 bezetten de Siamezen Luang Prabang en brachten het grootste deel van Laos onder Siamees bestuur. Cambodja werd ook bestuurd als vazalstaat van Siam. Tegen zijn dood in 1809 had Rama I een Siamees rijk opgebouwd dat beduidend groter was dan het hedendaagse Thailand.

## Rama II (1809-1824)
De regering van Rama I's zoon Phuttaloetla Naphalai (nu bekend als Rama II) was relatief rustig. De Chakri’s controleerden nu alle onderdelen van de Siamese regering: Omdat Rama I 42 kinderen had, zijn broer de Uparat 43 en Rama II zelf 73, was er geen tekort aan prinsen om leiding te geven aan de bureaucratie, het leger, de monnikenorders en de provinciale besturen (de meeste prinsen waren kinderen van bijvrouwen en kwamen als zodanig niet in aanmerking voor de troonopvolging).
In 1813 was er een confrontatie met Vietnam, dat een invloedrijke mogendheid in de regio begon te worden, over Cambodja, die uiteindelijk geen verandering bracht in de status quo. De invloed van het Westen begon steeds meer voelbaar te worden: in 1785 hadden de Britten Penang bezet en in 1819 stichtten ze Singapore. Spoedig vervingen de Britten de Nederlanders en Portugezen als belangrijkste westerse economische en politieke speler in Siam. De Britten maakten bezwaar tegen het Siamese economische systeem, waarin prinsen handelsmonopolies bezaten en waarin de handel onderworpen kon worden aan willekeurige belastingen. In 1821 stuurde de regering van Brits-Indië een missie die eiste dat Siam de beperkingen op vrije handel moest opheffen: het eerste teken van een thema dat de 19e-eeuwse Siamese politiek zou beheersen.

## Rama III (1824-1851)
Rama II werd na zijn dood in 1824 opgevolgd door zijn zoon Chetsadabodin, die regeerde als koning Nangklao en nu bekendstaat als Rama III. In een typisch voorbeeld van Thaise troonopvolging werd Rama II's jongere zoon Mongkut overgeslagen omdat hij te jong en onervaren gevonden werd. Mongkut trok zich terug uit de politiek, werd monnik en ging studeren.
In 1825 stuurden de Britten weer een missie naar Bangkok. Ze hadden ondertussen zuidelijk Birma geannexeerd en waren dus rechtstreekse buren van Siam geworden, terwijl ze ook hun controle over het schiereiland Malakka uitbreidden. De koning wilde eigenlijk niet toegeven aan de Britse eisen, maar zijn adviseurs waarschuwden hem dat Siam hetzelfde lot zou treffen als Birma, tenzij de Britten tevreden gesteld werden. In 1826 sloot Siam daarom een eerste handelsverdrag met een westerse mogendheid. In het verdrag zegde Siam toe een uniform belastingstelsel in te voeren, om de belastingen op buitenlandse handel te verlagen, en om sommige koninklijke monopolies op te heffen. Als gevolg hiervan groeide Siams handel snel, vestigden zich meer buitenlanders in Bangkok en nam de westerse culturele invloed toe. Het koninkrijk werd rijker en het leger beter bewapend.
In 1827 werd een Lao opstand, geleid door Anouvong, neergeslagen, waarna Siam Vientiane verwoestte en op massale schaal bevolking verplaatste vanuit het huidige Laos naar de Isaan die steviger in Siamese handen was, en het verdeelde de Lao mueang in kleinere onderdelen om zo nog een opstand te voorkomen. Van 1842 tot 1845 voerde Siam een succesvolle oorlog met Vietnam, die het Siamese bestuur over Cambodja versterkte.
Tegen deze tijd werd het duidelijk dat de onafhankelijkheid in gevaar was door de koloniale mogendheden, zoals op dramatische wijze aangetoond door de Britse Opiumoorlogen met China in 1839-1842. In 1850 stuurden de Britten en Amerikanen missies naar Bangkok die een einde eisten aan alle handelsbeperkingen, een regering naar westerse stijl en immuniteit van hun burgers van de Siamese wet (extraterritorialiteit) eisten. Rama III's regering weigerde op deze eisen in te gaan, wat zijn opvolger met een gevaarlijke toestand opscheepte. Rama III zou op zijn sterfbed gezegd hebben: "We zullen geen oorlogen meer hebben met Birma of Vietnam. We zullen ze alleen nog hebben met het Westen."
Rama III's meest zichtbare nalatenschap in Bangkok is het Wat Pho tempelcomplex, dat hij uitbreidde en waaraan hij nieuwe tempels toevoegde.

## Mongkut: Rama IV (1851-1868)

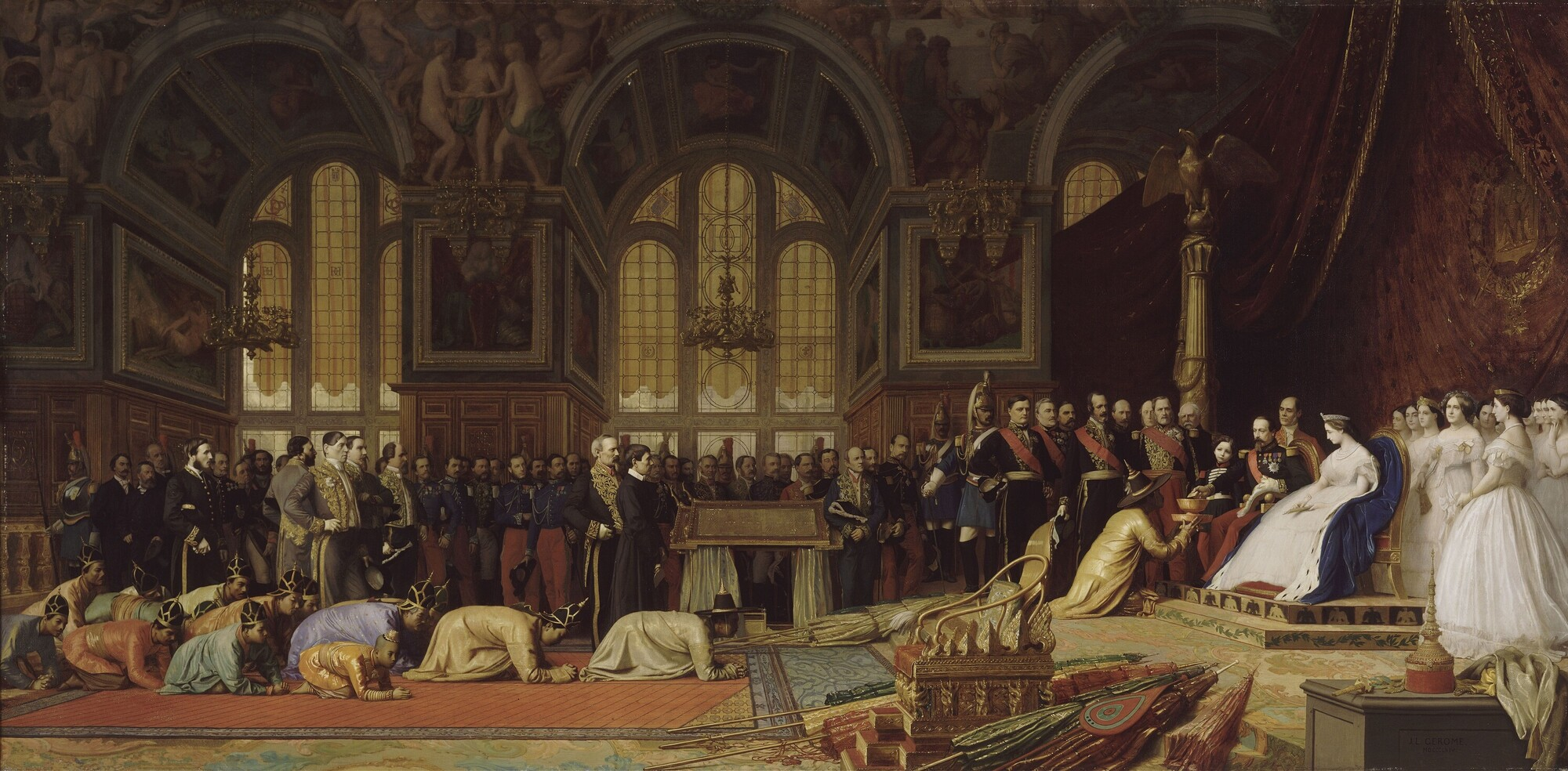
Siamese gezanten in Fontainebleau bij de Franse keizer Napoleon III in 1865, Jean-Léon Gérôme

Rama III beschouwde zijn broer Mongkut als zijn erfgenaam, hoewel deze als monnik niet openlijk de rol van kroonprins kon vervullen. Tijdens zijn lange periode als monnik studeerde hij bij Franse en Amerikaanse missionarissen, een van de eerste Siamezen die een westerse opleiding kreeg. Hij leerde Engels en Latijn, studeerde natuur- en wiskunde. De missionarissen hoopten ongetwijfeld hem tot het christendom te bekeren, maar Mongkut was een strikte boeddhist en een Siamees nationalist.
In 1851 kwam hij op de troon als Rama IV met het voornemen om Siam te redden van kolonisatie door zijn onwillige onderdanen te dwingen tot modernisering. Maar hoewel hij in theorie een absoluut vorst was, was zijn macht in de praktijk beperkt. Omdat hij 27 jaar monnik was geweest had hij geen machtsbasis onder de machtige prinsen en hij had geen modern staatsapparaat om zijn wensen uit te voeren. Zijn eerste pogingen tot hervorming, om een modern bestuurssysteem in te voeren en de status van schuldslaven en vrouwen te verbeteren, werden verhinderd.
Rama IV maakte gebruik van westerse druk op Siam om zijn eigen plannen te kunnen doorvoeren. In 1855 kwam deze druk in de vorm van een missie geleid door de gouverneur van Hongkong, Sir John Bowring, die in Bangkok aankwam met eisen tot onmiddellijke verandering, ondersteund door dreiging met geweld. De koning gaf meteen toe aan de eis tot een nieuw verdrag, waarin invoerrechten werden beperkt tot 3%, koninklijke handelsmonopolies werden afgeschaft en extraterritorialiteit verleend werd aan Britse staatsburgers. Andere westerse mogendheden vroegen en kregen soortgelijke concessies.
De koning kwam tot de conclusie dat de werkelijke dreiging voor Siam niet van de Britten, maar van de Fransen kwam. De Britten waren geïnteresseerd in handel, de Fransen wilden een koloniaal rijk opbouwen. In 1859 bezetten ze Saigon en in 1867 vestigden ze een protectoraat over zuidelijk Vietnam en oostelijk Cambodja. Rama IV hoopte dat de Britten Siam zouden verdedigen als hij ze de handelsconcessies gaf die ze eisten. Later die eeuw bleek dat een illusie te zijn, hoewel het een feit is dat de Britten Siam zagen als een nuttige bufferstaat tussen Brits Birma en Frans-Indochina.

## Chulalongkorn: Rama V (1868-1910)
In 1868 overleed Rama IV en werd opgevolgd door zijn 15-jarige zoon Chulalongkorn, die regeerde als Rama V en nu ook bekendstaat als Rama de Grote. Rama V was de eerste Siamese koning die een westerse opleiding had genoten, namelijk van de Engelse gouvernante Anna Leonowens, die wij kennen uit het fictionele Anna en de koning van Siam.
De eerste jaren werd de regering van Rama V gedomineerd door zijn conservatieve regent Chao Phraya Si Suriyawongse, maar toen de koning in 1873 volwassen werd nam hij de touwtjes in handen. Hij creëerde een Raad van State, een formeel rechtbankssysteem en een begrotingsbureau. Hij kondigde aan dat de slavernij spoedig zou worden afgeschaft en schuldslavernij beperkt zou worden.
Eerst verzetten de oudere prinsen en andere conservatieven zich met succes tegen de hervormingsagenda van de koning, maar naarmate de oudere generatie werd vervangen door jongere, westers opgeleide broers van de koning (hij had héél veel broers) nam het verzet af. De koning kon altijd als reden aanvoeren dat het enige alternatief bestuur door het buitenland (als kolonie) was. Hij vond machtige bondgenoten in zijn broers prins Chakkraphat, zijn minister van Financiën, prins Damrong, die het binnenlands bestuur en onderwijs organiseerde, en zijn zwager prins Devrawongse, die 38 jaar minister van Buitenlandse Zaken was. In 1887 bezocht Devrawongse Europa om regeringssystemen te bestuderen. Op zijn aanbeveling stelde de koning bestuur in de vorm van een kabinet in, een Rekenkamer en een ministerie van Onderwijs. De semiautonome status van Chiang Mai werd beëindigd en het leger werd gereorganiseerd en gemoderniseerd.

Verlies van territorium (incl. claims) door Siam tussen 1893 en 1909

Toen de Fransen vanuit het protectoraat Annam rechten deden gelden op Laos, ontstonden spanningen in het grensgebied met Siam. Dit legde zich in 1889 voorlopig neer bij de Franse aanspraken. In 1893 gebruikten de Franse autoriteiten in Indochina een klein grensconflict om een crisis te provoceren. Franse kanonneerboten verschenen bij Bangkok en eisten het afstaan van Lao territorium ten oosten van de rivier de Mekong. De koning probeerde verhaal te halen bij de Britten, maar de Britse ambassadeur gaf de koning te verstaan dat hij zelf maar een overeenkomst met de Fransen moest zien te vinden. Het enige gebaar dat de Britten maakten, was een afspraak op 15 januari 1896 met de Fransen om de rest van Siam intact te laten, als een buffer tussen Brits-India en Frans Indo-China. In ruil daarvoor moest Siam zijn aanspraken opgeven op de Taisprekende Shan regio in Noordoost-Birma ten gunste van de Britten.
De Fransen bleven echter druk uitoefenen op Siam en in 1906-1907 fabriceerden ze een volgende crisis. Ditmaal moest Siam ook grondgebied ten westen van de Mekong opgeven, tegenover Luang Prabang en rond Champassak in zuidelijk Laos, plus westelijk Cambodja. De Britten intervenieerden om de Fransen niet nog verder te laten gaan, maar er was wederom een prijs: in 1909 droeg Siam Kedah, Kelantan, Perlis en Terengganu over aan Groot-Brittannië onder het Anglo-Siamees Verdrag van 1909. Al deze "verloren gebiedsdelen" lagen aan de rand van de Siamese invloedssfeer en hadden nooit veilig onder Siamees bestuur gestaan, maar het moeten afstaan ervan was een gevoelige vernedering voor de koning en het land. Historicus David Wyatt beschrijft Chulalongkorn als "gebroken in geest en gezondheid" na de crisis van 1893. Deze crises wakkerden het gevoel aan van een steeds nationalistischer regering dat het land zich sterk moest maken tegenover het Westen en de buurlanden.
Intussen gingen de hervormingen door die het land transformeerden van een absolute monarchie naar een moderne natiestaat. Dit proces werd steeds meer beheerst door de zonen van koning Rama V, die allemaal in Europa waren opgeleid. Spoorwegen en telegraaflijnen verbonden de hoofdstad met provincies die voorheen afgelegen en semiautonoom waren. De nationale munt, de Baht, werd vastgeklonken aan de gouden standaard en een modern belastingsysteem verving de willekeur en corveearbeid uit het verleden. Het grootste probleem was het tekort aan goed opgeleide ambtenaren, een reden waarom vele buitenlanders in dienst waren totdat nieuwe scholen gebouwd konden worden die Siamese afgestudeerden konden afleveren. Tegen 1910, het jaar dat de koning stierf, was Siam een semimodern land geworden en het had kolonisatie weten te vermijden.

## Rama VI (1910-1925)
Een van Rama V's hervormingen was de invoering van een wet in westerse stijl voor de troonopvolging, zodat hij in 1910 vreedzaam werd opgevolgd door zijn Vajiruvadh (Rama VI). Hij was opgeleid op de Britse militaire academie Sandhurst en in Oxford; hij was een door en door verengelste gentleman. Een van Siams problemen in deze periode was de breder wordende kloof tussen de westers opgeleide koninklijke familie en hogere adel en de rest van het land. Het zou nog twintig jaar duren voordat westers onderwijs zou doordringen tot de bureaucratie en het leger, wat een potentiële bron van conflict was.
Er had in de kern geen politieke hervorming plaatsgevonden onder Rama V: de koning was nog steeds een absoluut vorst, die optrad als zijn eigen minister-president en die alle hoge ambten van de staat vulde met zijn familieleden. Rama VI had in Engeland geleerd dat de rest van het land niet blijvend uitgesloten kon worden van het landsbestuur, maar hij was geen democraat. Zijn "oplossing" was de oprichting van een koningsgezinde politieke en paramilitaire volksbeweging genaamd "Sua Pa" (Wilde Tijgers) om een gevoel van deelname te creëren zonder wezenlijk de koninklijke greep op de macht te verzwakken. In navolging van de Britse monarchie verscheen hij meer in het openbaar en stelde meer koninklijke ceremonies in.
Tegelijk ging hij verder met het maatschappelijke hervormingsprogramma van zijn vader: polygamie werd afgeschaft (hoewel het fenomeen mia noi tot op de dag van vandaag voortbestaat), lager onderwijs werd in 1921 verplicht, ook voor meisjes. Het werd gegeven in de tempels door de monniken, maar geleidelijk kwamen er meer scholen. In 1916 kwam hoger onderwijs naar Siam door de stichting van de Chulalongkorn-universiteit, die de broedplaats van een nieuwe Thaise intelligentsia werd.
In 1917 verklaarde Siam de oorlog aan Duitsland, vooral om in de gunst te komen bij de Britten en Fransen. Siams symbolische deelname aan de Eerste Wereldoorlog gaf het een plaats in de conferentie van Versailles, en minister van Buitenlandse Zaken Devrawongse gebruikte deze gelegenheid om aan te dringen op het intrekken van de 19e-eeuwse verdragen en daarmee het herstel van volledige Siamese soevereiniteit. De Verenigde Staten gingen hiermee al in 1920 akkoord, Frankrijk en Groot-Brittannië pas in 1925. Deze overwinning maakte de koning populairder, maar dit werd spoedig tenietgedaan door ontevredenheid over andere zaken, zoals zijn extravagantie, zeker nadat een naoorlogse recessie in 1919 toesloeg in Siam. En dan was er nog het feit dat de koning geen zoon had, omdat hij blijkbaar het gezelschap van mannen verkoos boven dat van vrouwen (wat in Siam op zich niet veel ophef veroorzaakte, maar het droeg bij tot instabiliteit van de monarchie).

## Rama VII (1925-1941)
Dus toen in 1925 Rama VI plotseling overleed, pas 44 jaar oud, was de monarchie verzwakt. Hij werd opgevolgd door zijn jongere broer Prajadhipok (Rama VII), die een land erfde dat een systeem van persoonlijk bestuur ontgroeid was, maar geen ervaring had met een ander systeem. De financiën van de staat waren in chaos, het leger roerde zich en de nieuwste speler in de Siamese binnenlandse politiek, de pers in Bangkok, steeds meer uitgesproken in zijn kritiek.
De pogingen van de koning tot hervorming gingen niet ver genoeg. Hij stelde een Hogere Raad van State in, maar vulde die vervolgens met zijn familieleden, wat elke goede indruk die hij wilde maken ondermijnde. De druk tot politieke hervorming groeide vooral onder universitair opgeleide ambtenaren, die de kranten van Bangkok vulden met hun meningen. Onder hen was Pridi Banomyong die spoedig een leider van de hervormingsbeweging werd.
Er was ook druk vanuit de Chinese zakengemeenschap, die financiële stabiliteit wilde. Het herstel van de economie in de jaren 20 verminderde de druk enigszins, maar toen in 1930 de Grote Depressie toesloeg bracht dat een nieuw gevoel van crisis. Om zijn kredietwaardigheid te behouden bij buitenlanders hield Siam te lang vast aan de Gouden Standaard, waardoor het zichzelf uit elke exportmarkt prijsde.
In 1932, met het land in een diepe recessie, hield de koning een rede waarin hij zei: "Ik weet zelf niets van financiën, en alles wat ik kan doen is luisteren naar de adviezen van anderen en het beste te kiezen ... Als ik een fout heb gemaakt, dan verdien ik de excuses van het volk van Siam." Dit werd niet goed ontvangen. Onder druk van politieke onlusten in de hoofdstad stemde de regering toe in een grondwet waarin hij de macht zou delen met een minister-president. Dit ging niet ver genoeg voor radicale elementen in het leger: op 24 juni 1932, terwijl de koning vakantie aan het vieren was aan de kust, greep het garnizoen van Bangkok de macht, geleid door een groep van 49 officieren, de "Promoters". Zo eindigde na 150 jaar de absolute macht van de Chakri-dynastie.